# Euryancale phallospora
Euryancale phallospora är en svampart som beskrevs av Saikawa & Katsur. 1993. Euryancale phallospora ingår i släktet Euryancale och familjen Cochlonemataceae.   Inga underarter finns listade i Catalogue of Life.